# Snowboard-Weltcup 2008/09
Der Snowboard-Weltcup 2008/09 begann am 7. September 2008 im neuseeländischen Cardrona und endete am 22. März 2009 im italienischen Valmalenco. Bei den Männern sollten 34 Wettbewerbe ausgetragen werden (8 Parallel-Riesenslaloms, 3 Parallel-Slaloms, 9 Snowboardcross, 1 Slopestyle, 8 Halfpipe und 5 Big Air). Bei den Frauen waren 29 Wettbewerbe geplant (8 Parallel-Riesenslaloms, 3 Parallel-Slaloms, 9 Snowboardcross, 1 Slopestyle und 8 Halfpipe). Die Slopestyle-Wettbewerbe in Bardonecchia und die Parallel-Riesenslaloms in Cypress Mountain mussten aber bei Männern und Frauen abgesagt werden.
Höhepunkt der Saison war die Snowboard-Weltmeisterschaft, die vom 18. bis 24. Januar 2009 in Gangwon in Südkorea stattfand.

## Männer

### Podestplätze Männer
PGS = Parallel-Riesenslalom

PSL = Parallelslalom

SBX = Snowboardcross

SBS = Slopestyle

HP = Halfpipe

BA = Big Air
| Datum                                                          | Austragungsort           | Disz. | Sieger             | Zweiter            | Dritter             |
| -------------------------------------------------------------- | ------------------------ | ----- | ------------------ | ------------------ | ------------------- |
| 7. September 2008                                              | Cardrona                 | HP    | Kōhei Kudō         | Ryō Aono           | Crispin Lipscomb    |
| 13. September 2008                                             | Chapelco                 | SBX   | Pierre Vaultier    | Stian Sivertzen    | Mateusz Ligocki     |
| 10. Oktober 2008                                               | Landgraaf                | PSL   | Benjamin Karl      | Adam Smith         | Patrick Bussler     |
| 25. Oktober 2008                                               | London                   | BA    | Peetu Piiroinen    | Stefan Gimpl       | Benedikt Nadig      |
| 31. Oktober 2008                                               | Saas-Fee                 | HP    | Janne Korpi        | Kōhdai Watanabe    | Ilkka-Eemeli Laari  |
| 22. November 2008                                              | Stockholm                | BA    | Janne Korpi        | Chris Sörman       | Seppe Smits         |
| 6. Dezember 2008                                               | Grenoble                 | BA    | Mathieu Crepel     | Stefan Gimpl       | Jaakko Ruha         |
| 14. Dezember 2008                                              | Limone Piemonte          | PGS   | Matthew Morison    | Sylvain Dufour     | Jasey-Jay Anderson  |
| 20. Dezember 2008                                              | Arosa                    | SBX   | Seth Wescott       | Markus Schairer    | David Speiser       |
| 21. Dezember 2008                                              | Arosa                    | PSL   | Siegfried Grabner  | Roland Fischnaller | Žan Košir           |
| 6. Januar 2009                                                 | Kreischberg              | PGS   | Siegfried Grabner  | Simon Schoch       | Meinhard Erlacher   |
| 7. Januar 2009                                                 | Kreischberg              | PSL   | Simon Schoch       | Rok Flander        | Žan Košir           |
| 10. Januar 2009                                                | Bad Gastein              | SBX   | Xavier De Le Rue   | Michal Novotný     | Nate Holland        |
| 11. Januar 2009                                                | Bad Gastein              | SBX   | Damon Hayler       | Markus Schairer    | Mike Robertson      |
| 14. Januar 2009                                                | Gujō                     | HP    | Ryō Aono           | Ben Mates          | Shi Wancheng        |
| 18. bis 24. Januar 2009 Snowboard-Weltmeisterschaft in Gangwon |                          |       |                    |                    |                     |
| 31. Januar 2009                                                | Bayrischzell / Sudelfeld | PGS   | Andreas Prommegger | Matthew Morison    | Sylvain Dufour      |
| 5. Februar 2009                                                | Bardonecchia             | SBS   | Wettkampf abgesagt | Wettkampf abgesagt | Wettkampf abgesagt  |
| 7. Februar 2009                                                | Bardonecchia             | HP    | Mathieu Crepel     | Nathan Johnstone   | Iouri Podladtchikov |
| 13. Februar 2009                                               | Cypress Mountain         | SBX   | Markus Schairer    | Mike Robertson     | Seth Wescott        |
| 14. Februar 2009                                               | Cypress Mountain         | HP    | Shaun White        | Ryō Aono           | Iouri Podladtchikov |
| 15. Februar 2009                                               | Cypress Mountain         | PGS   | Wettkampf abgesagt | Wettkampf abgesagt | Wettkampf abgesagt  |
| 19. Februar 2009                                               | Stoneham                 | SBX   | Markus Schairer    | Jonathan Cheever   | Seth Wescott        |
| 20. Februar 2009                                               | Stoneham                 | HP    | Jeff Batchelor     | Brad Martin        | Markus Malin        |
| 21. Februar 2009                                               | Stoneham                 | BA    | Stefan Gimpl       | Marko Grilc        | Seppe Smits         |
| 22. Februar 2009                                               | Stoneham                 | PGS   | Benjamin Karl      | Siegfried Grabner  | Andreas Prommegger  |
| 26. Februar 2009                                               | Sunday River             | PGS   | Benjamin Karl      | Siegfried Grabner  | Jasey-Jay Anderson  |
| 28. Februar 2009                                               | Sunday River             | SBX   | Graham Watanabe    | Lukas Grüner       | Ross Powers         |
| 7. März 2009                                                   | Moskau                   | BA    | Stefan Gimpl       | Thomas Franc       | Marko Grilc         |
| 13. März 2009                                                  | La Molina                | SBX   | Markus Schairer    | Nick Baumgartner   | François Boivin     |
| 14. März 2009                                                  | La Molina                | HP    | Markus Keller      | Louie Vito         | Steven Fisher       |
| 15. März 2009                                                  | La Molina                | PGS   | Jasey-Jay Anderson | Benjamin Karl      | Andreas Prommegger  |
| 20. März 2009                                                  | Valmalenco               | SBX   | Michal Novotný     | Nick Baumgartner   | David Speiser       |
| 21. März 2009                                                  | Valmalenco               | HP    | Gary Zebrowski     | Nathan Johnstone   | Zeng Xiaoye         |
| 22. März 2009                                                  | Valmalenco               | PGS   | Jasey-Jay Anderson | Benjamin Karl      | Siegfried Grabner   |

### Weltcupstände Männer
| Rang | Name               | Punkte |
| ---- | ------------------ | ------ |
| 1    | Siegfried Grabner  | 5520   |
| 2    | Markus Schairer    | 5450   |
| 3    | Benjamin Karl      | 5000   |
| 4    | Jasey-Jay Anderson | 4882   |
| 5    | Andreas Prommegger | 4150   |

| Rang | Name               | Punkte |
| ---- | ------------------ | ------ |
| 1    | Siegfried Grabner  | 5520   |
| 2    | Benjamin Karl      | 5000   |
| 3    | Jasey-Jay Anderson | 4710   |
| 4    | Andreas Prommegger | 4150   |
| 5    | Simon Schoch       | 4090   |

| Rang | Name             | Punkte |
| ---- | ---------------- | ------ |
| 1    | Markus Schairer  | 5450   |
| 2    | Seth Wescott     | 3900   |
| 3    | Nick Baumgartner | 3400   |
| 4    | Michal Novotný   | 3150   |
| 5    | Mike Robertson   | 3020   |

| Rang | Name             | Punkte |
| ---- | ---------------- | ------ |
| 1    | Ryō Aono         | 2600   |
| 2    | Nathan Johnstone | 2310   |
| 3    | Gary Zebrowski   | 2159,1 |
| 4    | Kazuumi Fujita   | 1850   |
|      | Sergio Berger    | 1850   |

| Rang | Name            | Punkte |
| ---- | --------------- | ------ |
| 1    | Stefan Gimpl    | 4100   |
| 2    | Marko Grilc     | 1640   |
| 3    | Peetu Piiroinen | 1450   |
| 4    | Seppe Smits     | 1200   |
| 5    | Thomas Franc    | 1144,7 |

| Rang | Name               | Punkte |
| ---- | ------------------ | ------ |
| 1    | Österreich         | 33260  |
| 2    | Vereinigte Staaten | 28382  |
| 3    | Kanada             | 26942  |
| 4    | Schweiz            | 21929  |
| 5    | Frankreich         | 16200  |

## Frauen

### Podestplätze Frauen
PGS = Parallel-Riesenslalom

PSL = Parallelslalom

SBX = Snowboardcross

SBS = Slopestyle

HP = Halfpipe

| Datum                                                          | Austragungsort           | Disz. | Sieger             | Zweiter            | Dritter             |
| -------------------------------------------------------------- | ------------------------ | ----- | ------------------ | ------------------ | ------------------- |
| 7. September 2008                                              | Cardrona                 | HP    | Shiho Nakashima    | Sina Candrian      | Linn Haug           |
| 13. September 2008                                             | Chapelco                 | SBX   | Lindsey Jacobellis | Mellie Francon     | Maëlle Ricker       |
| 10. Oktober 2008                                               | Landgraaf                | PSL   | Doris Günther      | Heidi Neururer     | Nicolien Sauerbreij |
| 31. Oktober 2008                                               | Saas-Fee                 | HP    | Liu Jiayu          | Shiho Nakashima    | Sophie Rodriguez    |
| 14. Dezember 2008                                              | Limone Piemonte          | PGS   | Doris Günther      | Kimiko Zakreski    | Anke Karstens       |
| 20. Dezember 2008                                              | Arosa                    | SBX   | Sandra Frei        | Helene Olafsen     | Nelly Moenne Loccoz |
| 21. Dezember 2008                                              | Arosa                    | PSL   | Heidi Neururer     | Michelle Gorgone   | Isabella Laböck     |
| 6. Januar 2009                                                 | Kreischberg              | PGS   | Doris Günther      | Tomoka Takeuchi    | Claudia Riegler     |
| 7. Januar 2009                                                 | Kreischberg              | PSL   | Amelie Kober       | Tomoka Takeuchi    | Heidi Neururer      |
| 10. Januar 2009                                                | Bad Gastein              | SBX   | Sandra Frei        | Deborah Anthonioz  | Lindsey Jacobellis  |
| 11. Januar 2009                                                | Bad Gastein              | SBX   | Lindsey Jacobellis | Dominique Maltais  | Zoe Gillings        |
| 14. Januar 2009                                                | Gujō                     | HP    | Liu Jiayu          | Sun Zhifeng        | Sōko Yamaoka        |
| 18. bis 24. Januar 2009 Snowboard-Weltmeisterschaft in Gangwon |                          |       |                    |                    |                     |
| 31. Januar 2009                                                | Bayrischzell / Sudelfeld | PGS   | Doris Günther      | Amelie Kober       | Nicolien Sauerbreij |
| 5. Februar 2009                                                | Bardonecchia             | SBS   | Wettkampf abgesagt | Wettkampf abgesagt | Wettkampf abgesagt  |
| 7. Februar 2009                                                | Bardonecchia             | HP    | Kelly Clark        | Hannah Teter       | Gretchen Bleiler    |
| 13. Februar 2009                                               | Cypress Mountain         | SBX   | Lindsey Jacobellis | Olivia Nobs        | Helene Olafsen      |
| 14. Februar 2009                                               | Cypress Mountain         | HP    | Kelly Clark        | Liu Jiayu          | Hannah Teter        |
| 15. Februar 2009                                               | Cypress Mountain         | PGS   | Wettkampf abgesagt | Wettkampf abgesagt | Wettkampf abgesagt  |
| 19. Februar 2009                                               | Stoneham                 | SBX   | Lindsey Jacobellis | Mellie Francon     | Maëlle Ricker       |
| 20. Februar 2009                                               | Stoneham                 | HP    | Sōko Yamaoka       | Shiho Nakashima    | Rana Okada          |
| 22. Februar 2009                                               | Stoneham                 | PGS   | Amelie Kober       | Tomoka Takeuchi    | Doris Günther       |
| 26. Februar 2009                                               | Sunday River             | PGS   | Amelie Kober       | Tomoka Takeuchi    | Alexa Loo           |
| 28. Februar 2009                                               | Sunday River             | SBX   | Maëlle Ricker      | Helene Olafsen     | Mellie Francon      |
| 13. März 2009                                                  | La Molina                | SBX   | Lindsey Jacobellis | Sandra Frei        | Dominique Maltais   |
| 14. März 2009                                                  | La Molina                | HP    | Kjersti Buaas      | Liu Jiayu          | Elena Hight         |
| 15. März 2009                                                  | La Molina                | PGS   | Amelie Kober       | Marion Kreiner     | Michelle Gorgone    |
| 20. März 2009                                                  | Valmalenco               | SBX   | Maëlle Ricker      | Dominique Maltais  | Zoe Gillings        |
| 21. März 2009                                                  | Valmalenco               | HP    | Liu Jiayu          | Holly Crawford     | Sarah Conrad        |
| 22. März 2009                                                  | Valmalenco               | PGS   | Amelie Kober       | Caroline Calve     | Doris Günther       |

### Weltcupstände Frauen
| Rang | Name               | Punkte |
| ---- | ------------------ | ------ |
| 1    | Doris Günther      | 7130   |
| 2    | Lindsey Jacobellis | 6390   |
| 3    | Amelie Kober       | 6232   |
| 4    | Liu Jiayu          | 5100   |
|      | Maëlle Ricker      | 5100   |

| Rang | Name                | Punkte |
| ---- | ------------------- | ------ |
| 1    | Amelie Kober        | 6232   |
| 2    | Doris Günther       | 6070   |
| 3    | Tomoka Takeuchi     | 4670   |
| 4    | Claudia Riegler     | 3860   |
| 5    | Nicolien Sauerbreij | 3630   |

| Rang | Name               | Punkte |
| ---- | ------------------ | ------ |
| 1    | Lindsey Jacobellis | 6390   |
| 2    | Maëlle Ricker      | 5100   |
| 3    | Sandra Frei        | 4510   |
| 4    | Dominique Maltais  | 4080   |
| 5    | Zoe Gillings       | 3670   |

| Rang | Name             | Punkte |
| ---- | ---------------- | ------ |
| 1    | Liu Jiayu        | 5100   |
| 2    | Shiho Nakashima  | 3320   |
| 3    | Sōko Yamaoka     | 2270   |
|      | Sophie Rodriguez | 2270   |
| 5    | Kjersti Buaas    | 2220   |

| Rang | Name               | Punkte |
| ---- | ------------------ | ------ |
| 1    | Österreich         | 23470  |
| 2    | Schweiz            | 22384  |
| 3    | Vereinigte Staaten | 20216  |
| 4    | Kanada             | 19185  |
| 5    | Frankreich         | 15333  |